# Neo-Geo CD
Pour les articles homonymes, voir Neo-Geo.
La Neo-Geo CD (ネオジオCD, Neo Jio Shī Dī) est une console de jeux vidéo lancée le 9 septembre 1994 au Japon par SNK. Elle est basée sur l'architecture de la Neo-Geo AES et  Neo-Geo MVS, mais utilise des CD-ROM à la place des cartouches, ceci dans le but de réduire le prix de vente des jeux.

## Description
Trois modèles de la Neo-Geo CD sont produits entre 1994 et 1995. Le premier modèle original sort le 9 septembre 1994 exclusivement distribué au Japon, la console contient un chargeur CD en façade. Le second modèle qui est distribué durant l'automne 1994 en Europe, possède un chargeur CD sur le dessus,,. Plus d'une année après la sortie au Japon de la Neo-Geo CD, un second modèle est produit (troisième au total), la Neo-Geo CDZ. La console est dotée d'un lecteur CD à double vitesse qui permet de réduire les temps de chargement des jeux.
Le lecteur CD-ROM de la Neo-Geo CD est à la fois son meilleur atout (le prix des jeux est largement inférieur à celui de leurs homologues au format cartouche) et son principal défaut. En effet, sa vitesse de transfert de 150 kio/s (simple vitesse), imposent d'importants temps de chargement durant le jeu,. Si les titres les plus anciens n'en souffrent que modérément, l'augmentation en taille des productions SNK a rapidement contraint le joueur à patienter plusieurs secondes avant et pendant chaque partie.
Par ailleurs, à cause de la D-RAM limitée à 7 Mo, certains des derniers jeux ont été modifiés. Le plus souvent, il s'agit d'étapes d'animation ou d'effets qui ont été réduits comme The Last Blade et The Last Blade 2, seul le jeu Art of Fighting 3: The Path of the Warrior a été nettement modifié avec des sprites plus petits que dans la version MVS/AES.

## Commercialisation
La Neo-Geo CD est commercialisée au Japon le 9 septembre 1994 à 49 800 ¥, SNK met en vente un modèle en édition limitée (« Front Loading ») à 30 000 unités. Les 30 000 exemplaires de ce modèle sont écoulés dès le premier jour de sa sortie. En Europe, la Neo-Geo CD est d'abord commercialisée en Italie le 20 octobre 1994 en nombre limité par le distributeur Generalgame, la console est vendue à 999 000 lire. Gevin Corporation devient par la suite le distributeur officiel pour la Neo-Geo CD en Italie. Le Royaume-Uni lance la console le 1er novembre 1994 sur le marché et propose deux packs. Le premier bundle contient la console avec une manette et le jeu Fatal Fury au prix de 399 £ et le second propose la console avec deux manettes et trois jeux : Fatal Fury, Last Resort et Super Sidekicks 2 au prix de 499 £,. En France, la console et ses jeux sont distribués et importés par la société Guillemot International le 7 novembre 1994, le prix d'un jeu est fixé à partir de 449 FRF et la console est vendue environ 3 500 FRF,. L'Espagne sort la console sur son territoire le 20 novembre 1994 via son distributeur officiel, Siscomp Games. En Allemagne, la Neo-Geo CD est lancée au prix de 799 DM pour la console seule et le prix des jeux varie de 79 DM à 149 DM. Les États-Unis prévoient de lancer la Neo-Geo CD (modèle « Top Loading ») en octobre 1995 au prix de 399 $, entre 50 et 70 jeux sont proposés pour le lancement de la console et le prix d'un jeu varie entre 49 $ et 79 $,,. Finalement, la date de sortie est repoussée et annoncée pour janvier 1996.
Le 29 décembre 1995, SNK commercialise la Neo-Geo CDZ au Japon, la console optimise les temps de chargements de la Neo-Geo CD et change également de design. Le lecteur standard CD est remplacé par un lecteur de CD-Rom à double vitesse. Le magazine japonais Neo Geo Freak a testé huit jeux (Fatal Fury, Fatal Fury Special, Fatal Fury 3: Road to the Final Victory, The King of Fighters '94, The King of Fighters '95, Samurai Shodown, Far East of Eden: Kabuki Klash etWorld Heroes Perfect) sur Neo-Geo CD et Neo-Geo CDZ pour comparer les temps de chargements. Le mensuel a calculé le temps gagné en seconde sur CDZ, avec quatre écrans de jeux différents : le lancement du jeu, la sélection de personnage, le temps de chargement entre chaque combat et la sélection de personnage en mode deux joueurs. Le lancement d'un jeu sur CDZ gagne au minimum 10 secondes par rapport à la Neo-Geo CD classique, la différence de temps peut augmenter selon les jeux.
|                            |                              |             |
| Neo-Geo CD « Top Loading » | Neo-Geo CD « Front Loading » | Neo-Geo CDZ |
| États-Unis Europe          | Japon                        | Japon       |

## Jeux
La grande majorité des jeux Neo-Geo jusqu'à The King of Fighters '99: Millennium Battle a été convertie en version CD. Il existe également quelques jeux exclusifs à la Neo-Geo CD :
- ADK World
- Ironclad / Chotetsu Brikin'ger
- Crossed Swords 2
- Final Romance 2
- The King of Fighters '96: Neo-Geo Collection
- Neo-Geo CD Special
- Samurai Shodown RPG
- ZinTrick

## Spécifications techniques
- Processeurs : Motorola 68000 [1] à 12 MHz + Z80A à 4 MHz
- Définition d'écran : 320 × 224
- Palette de couleurs : 65 536
- Couleurs simultanées : 4 096
- Sprites simultanés : 380
- Taille minimale d'un sprite : 1 × 2
- Taille maximale d'un sprite : 16 × 512
- Nombre de plans d'affichage : 3
- Mémoire de travail : 7 Mio + 64 kio de cache[1]
- Mémoire vidéo : 512 kio[1]
- Mémoire dédiée au Z80 : 2 kio
- Puce sonore : Yamaha 2610 à 15 canaux
- Taux de transfert du CD-ROM : 150 kio/s (Neo-Geo CD) et 300 kio/s (Neo-Geo CDZ)